# عقهل (حديبو)

تعديل مصدري - تعديل

عقهل هي إحدى قرى مديرية حديبو التابعة لمحافظة سقطرى، بلغ تعداد سكانها 44 نسمة حسب تعداد اليمن لعام 2004.